# Les Omergues
Les Omergues – miejscowość i gmina we Francji, w regionie Prowansja-Alpy-Lazurowe Wybrzeże, w departamencie Alpy Górnej Prowansji.

## Demografia
Według danych na rok 1990 gminę zamieszkiwało 65 osób, a gęstość zaludnienia wynosiła 2 osoby/km². W styczniu 2015 r. Les Omergues zamieszkiwało 130 osób, przy gęstości zaludnienia wynoszącej 4 osoby/km².